# Hingganite-(Yb)
La hingganite-(Yb) è un minerale appartenente al supergruppo della gadolinite.

## Abito cristallino
Aciculare, sferico

## Proprietà chimico-fisiche
- Indice fermioni: 0.16
- Indice bosoni: 0.84
- Indice fotoelettricità: 383.32 barn/elettroni
- Indice radioattività GRapi: 37212,55 unità G.R.A.P.I. [L'Hingganite-(Yb) è radioattiva come definito nel 49 CFR 173.43 maggiore di 70 becquerel/grammo].